# 400 mètres nage libre féminin aux Jeux olympiques d'été de 2020
Navigation
Rio 2016 Paris 2024
Le 400 m nage libre femmes est une épreuve des Jeux olympiques d'été de 2020 qui a eu lieu les 25 et 26 juillet au Centre aquatique olympique de Tokyo.

## Records
Avant cette compétition, les records dans cette discipline étaient :
| Record du monde  | 3:56.46 | Katie Ledecky | 7 août 2016 | Rio de Janeiro, Brésil |
| Record olympique | 3:56.46 | Katie Ledecky | 7 août 2016 | Rio de Janeiro, Brésil |

## Programme
L'épreuve de 400 m nage libre se déroule pendant deux jours consécutifs suivant le programme suivant :
Tous les horaires correspondent à l'UTC+9
| Date                     | Horaire | Manche |
| ------------------------ | ------- | ------ |
| Dimanche 25 juillet 2021 | 20 h 06 | Séries |
| Lundi 26 juillet 2021    | 11 h 20 | Finale |

## Médaillés
| Or             | Argent        | Bronze     |
| Ariarne Titmus | Katie Ledecky | Li Bingjie |

## Résultats

### Séries
Les huit meilleures nageuses se qualifient pour les demi-finales.
| Rang | Série | Ligne | Nom                      | Nationalité                 | Temps   | Remarques |
| ---- | ----- | ----- | ------------------------ | --------------------------- | ------- | --------- |
| 1    | 3     | 4     | Katie Ledecky            | États-Unis                  | 4:00.45 | Q         |
| 2    | 3     | 5     | Li Bingjie               | Chine                       | 4:01.57 | Q, AR     |
| 3    | 4     | 4     | Ariarne Titmus           | Australie                   | 4:01.66 | Q         |
| 4    | 4     | 8     | Erika Fairweather        | Nouvelle-Zélande            | 4:02.28 | Q, NR     |
| 5    | 3     | 6     | Summer McIntosh          | Canada                      | 4:02.72 | Q, NR     |
| 6    | 3     | 2     | Isabel Gose              | Allemagne                   | 4:03.21 | Q, NR     |
| 7    | 4     | 6     | Paige Madden             | États-Unis                  | 4:03.98 | Q         |
| 8    | 4     | 2     | Tang Muhan               | Chine                       | 4:04.07 | Q         |
| 9    | 4     | 3     | Tamsin Cook              | Australie                   | 4:04.80 |           |
| 10   | 4     | 5     | Ajna Késely              | Hongrie                     | 4:05.34 |           |
| 11   | 4     | 1     | Waka Kobori              | Japon                       | 4:05.57 |           |
| 12   | 2     | 3     | Julia Hassler            | Liechtenstein               | 4:06.98 | NR        |
| 13   | 2     | 5     | Joanna Evans             | Bahamas                     | 4:07.50 |           |
| 14   | 3     | 7     | Anastasiya Kirpichnikova | ROC                         | 4:08.01 |           |
| 15   | 3     | 3     | Anna Egorova             | ROC                         | 4:08.24 |           |
| 16   | 3     | 8     | Beril Böcekler           | Turquie                     | 4:08.27 |           |
| 17   | 2     | 6     | Marlene Kahler           | Autriche                    | 4:08.37 | NR        |
| 18   | 4     | 7     | Leonie Kullmann          | Allemagne                   | 4:10.25 |           |
| 19   | 2     | 4     | Merve Tuncel             | Turquie                     | 4:11.06 |           |
| 20   | 3     | 1     | Miyu Namba               | Japon                       | 4:13.49 |           |
| 21   | 2     | 2     | Han Da-kyung             | Corée du Sud                | 4:16.49 |           |
| 22   | 2     | 7     | Sasha Gatt               | Malte                       | 4:19.75 |           |
| 23   | 2     | 1     | Tiana Rabarijaona        | Madagascar                  | 4:28.41 |           |
| 24   | 1     | 4     | Eda Zeqiri               | Kosovo                      | 4:38.02 |           |
| 25   | 1     | 5     | Talita Te Flan           | Côte d'Ivoire               | 4:38.92 |           |
| 26   | 1     | 3     | Natalia Kuipers          | Îles Vierges des États-Unis | 4:39.42 |           |

### Finale
Ariarne Titmus remporte la finale du 400 m nage libre.
| Rang | Ligne | Nom               | Nationalité      | Temps   | Remarques |
| ---- | ----- | ----------------- | ---------------- | ------- | --------- |
| 1    | 3     | Ariarne Titmus    | Australie        | 3:56.69 | AR        |
| 2    | 4     | Katie Ledecky     | États-Unis       | 3:57.36 |           |
| 3    | 5     | Li Bingjie        | Chine            | 4:01.08 | AR        |
| 4    | 2     | Summer McIntosh   | Canada           | 4:02.42 | NR        |
| 5    | 8     | Tang Muhan        | Chine            | 4:04.10 |           |
| 6    | 7     | Isabel Gose       | Allemagne        | 4:04.98 |           |
| 7    | 1     | Paige Madden      | États-Unis       | 4:06.81 |           |
| 8    | 6     | Erika Fairweather | Nouvelle-Zélande | 4:08.01 |           |